# Jan Łaski (1499–1560)

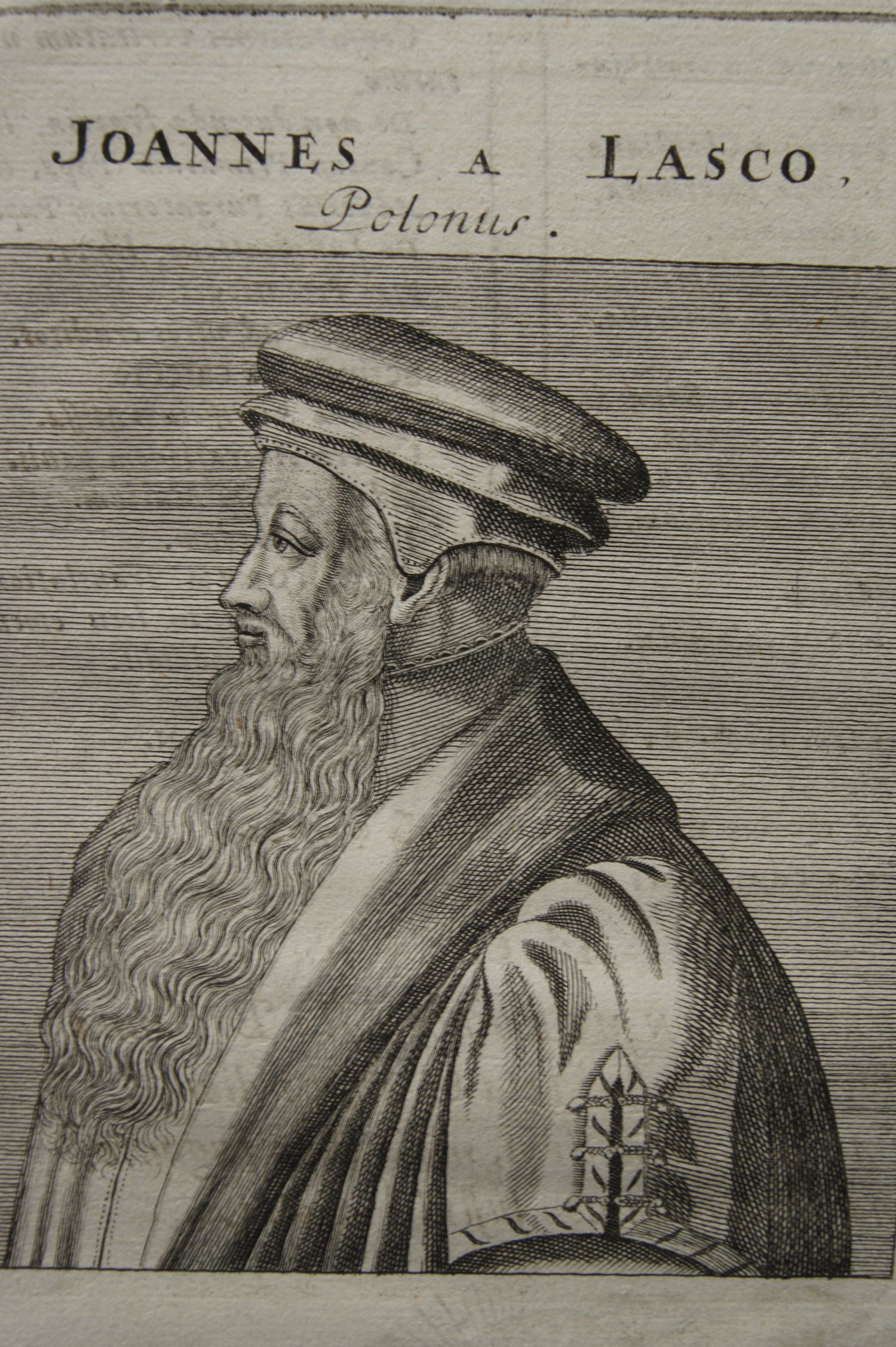
Jan Łaski (1499-1560).

Jan Łaski (latinsk namnform Johannes a Lasco), född 1499, död 1560, var en polsk-nederländsk reformator, brorson till sin namne ärkebiskopen.  
Uppfostrad hos sin inflytelserike farbror, bekläddes Łaski, som vid universitetet i Bologna utbildat sig för det andliga ståndet, mycket tidigt med flera högre kyrkliga ämbeten. Den beröring, i vilken han under en ny studieresa (1523-24) trätt med Erasmus och andra män ur de humanistiska kretsarna, gjorde honom i Polen misstänkt för att hysa sympatier för reformationen. 
Sedan han emellertid efter återkomsten till hemlandet 1526 värjt sig mot dessa misstankar genom en högtidlig edlig förklaring, steg han ånyo snabbt i de kyrkliga graderna och ingrep även inflytelserikt i sitt fosterlands politiska stridigheter. Emellertid mognade i det stilla hans evangeliska övertygelse, och 1537 nedlade han alla sina ämbeten och begav sig till Nederländerna. Där kallades han 1542 av regentinnan, grevinnan Anna, till Emden som ledare för reformationsverket i hela landet. 
Łaski skapade här ett i många hänseenden förebildligt, i sin stränga kyrkotukt och så vidare av den kalvinska andan präglat kyrkoskick. Hans inflytande sträckte sig även till andra delar av Tyskland, där han bidrog att befrämja kalvinismens framträngande. På grund av sitt avgjorda motstånd mot Augsburger-interim nödgades han emellertid 1548 lämna sitt ämbete och begav sig 1550 till England, där han genom Cranmer övade starkt inflytande på reformationsarbetet och som superintendent för främlingsförsamlingen utförde ett betydelsefullt organisationsarbete. 
Maria Tudors tronbestigning (1553) tvang dock snart Łaski att jämte sin församling lämna England. Efter en tids verksamhet i Syd-Tyskland återkallades han 1556 till Polen, där han kraftigt verkade för reformationsverkets befästande och, under bekämpande såväl av katolicismen som den unitariska riktningen, arbetade för en union mellan därvarande reformerta, lutheraner och bömiska bröder, en union, som genom förlikningen i Sendomierz (Consensus Sendomirensis, 1570) åtminstone för en tid blev en verklighet.